# 뉴질랜드 (고양이)
뉴질랜드(New Zealand)는 뉴질랜드에서 온 집고양이 품종 중 하나이다.

## 특징
뉴질랜드 고양이는 중간 체격의 근육질 고양이로 포린과 코비 모두 아니다. 가슴이 둥글고 어깨가 잘 발달하고 등이 곧고 어깨에서 엉덩이까지 넓다. 꼬리의 길이는 평법하며, 밑부분이 무겁고 끝이 부드럽게 둥글게 가늘어진다. 근육질 목을 갖고 있고, 얼굴은 평균 이상의 큰 머리, 부드럽게 둥근 윤곽선 또는 뼈 구조를 보완하는 각진 윤곽선. 통통한 볼, 잘 발달된 턱선, 부드럽게 둥근 이마, 약간 아래쪽으로 구부러진 코, 둥근 주둥이와 넓은 턱이 특징이다. 중간 크기의 귀를 갖고 있으며, 이는 끝이 약간 둥글고, 밑부분이 과도하게 벌어지지 않는다. 눈은 아몬드 모양으로,  녹색, 파란색, 노란색 등 모든 색상이가 인정된다. 오드아이 또한 포함된다. 털은 짧고 광택이 나며, 적당한 두께이다.